# Chiesa di San Maurizio (Lilla)

Monumento storico di Francia

La chiesa di San Maurizio (in francese "Église Saint-Maurice") è uno dei principali monumenti della città francese di Lilla. È stata classificata dal governo francese monumento storico nel 1840.

## Storia e descrizione
La costruzione della chiesa venne iniziata verso la fine del XIV secolo in stile gotico. Di questa fase restano oggi le ultime due campate della navata centrale e le tre campate centrali del transetto.
Il coro, il deambulatorio con le cappelle radiali, le navate laterali e le cappelle orientali, vennero costruite fra il 1421 e il 1431. Una seconda fase, sempre nel corso del XV secolo, vide l'allungamento della navata centrale verso ovest e la costruzione di una torre.
All'inizio del XVI secolo venne allungato anche il transetto fino alle dimensioni attuali e tra il XVI e XVII secolo vennero aggiunte altre cappelle laterali al piedicroce e al coro (dal 1539 al 1544 nel lato nord, e dal 1621 al 1660 nel lato sud). Le volte, previste fin dall'origine, furono realizzate solo tra il 1615 e il 1623 e nel medesimo periodo si approfittò anche per alzare le navate all'altezza del coro, trasformandola in una Chiesa a sala; venne inoltre eretta una torretta-lanterna lignea sulla crociera come fonte luminosa, rimpiazzata nel 1805 dal cosiddetto "Parapluie" ("Ombrello").
Nel XIX secolo, Philippe Cannissié, architetto della città fra il 1849 e il 1867, ha diretto i restauri della chiesa, apportando notevoli modifiche. In questa occasione furono aggiunte le sacrestie a est dell'edificio (1859-1863), e le tre campate finali della navata con il campanile odierno  (1867-1877). In seguito, nel 1874-1875, Philippe Cannissié completò la facciata con numerose statue eseguite dagli scultori lillesi Henri Biebuyck, Félix Huidiez e Jules-Victor Heyde. Questi grandi lavori vennero eseguiti in quanto la chiesa doveva diventare la cattedrale di Lilla, mentre fu poi scelto di erigere la nuova cattedrale di Notre-Dame-de-la-Treille, rimasta incompiuta.
La chiesa ospita anche un monumento al Duca di Berry che contiene i resti di Charles Ferdinand d'Artois, assassinato nel 1820. Fu progettato da Victor Leplus ed eseguito da Edme-François-Étienne Gois (1765- 1836). Le statue in marmo bianco rappresentano la città di Lille a sinistra e la Religione a destra.

## Galleria d'immagini

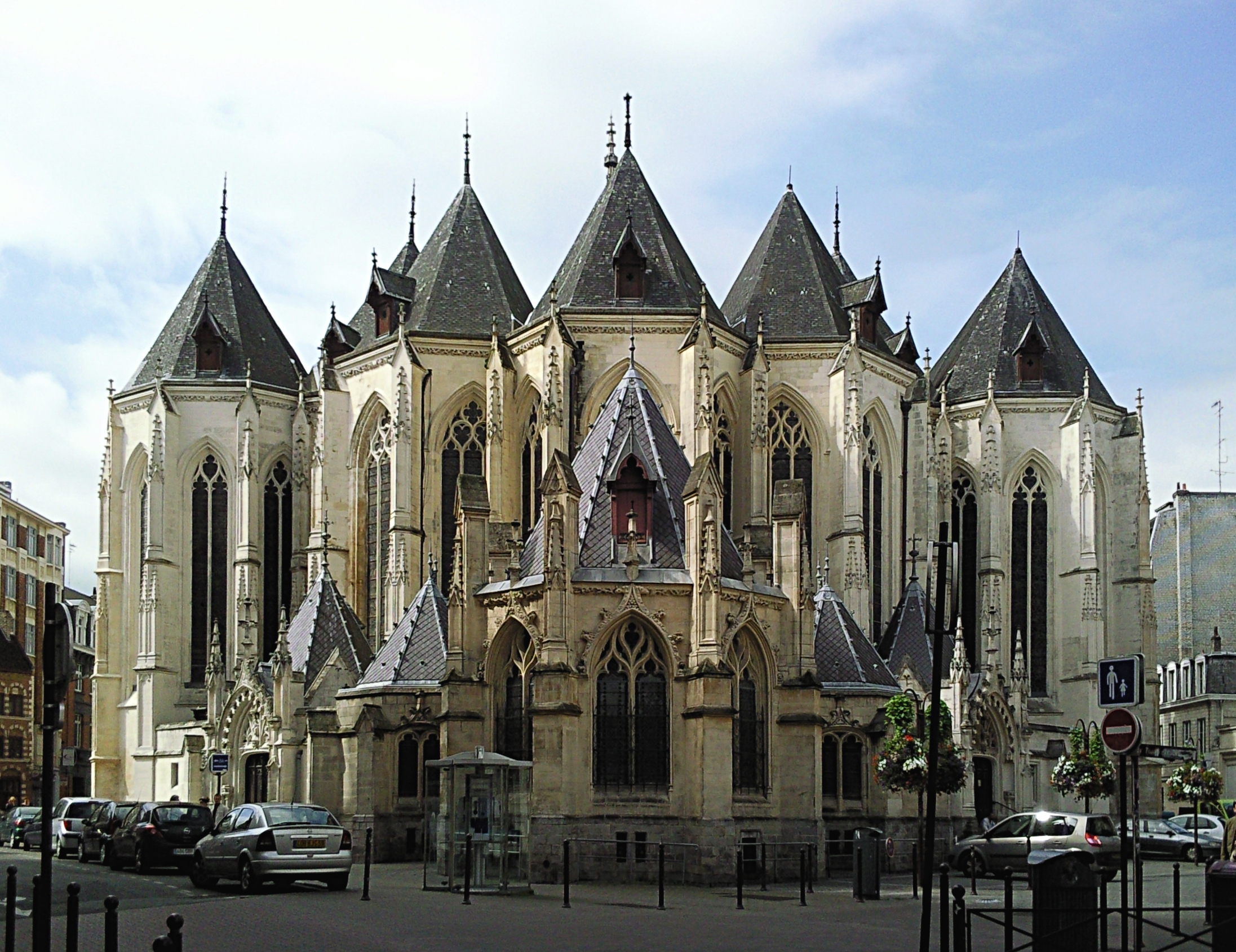
la parte absidale
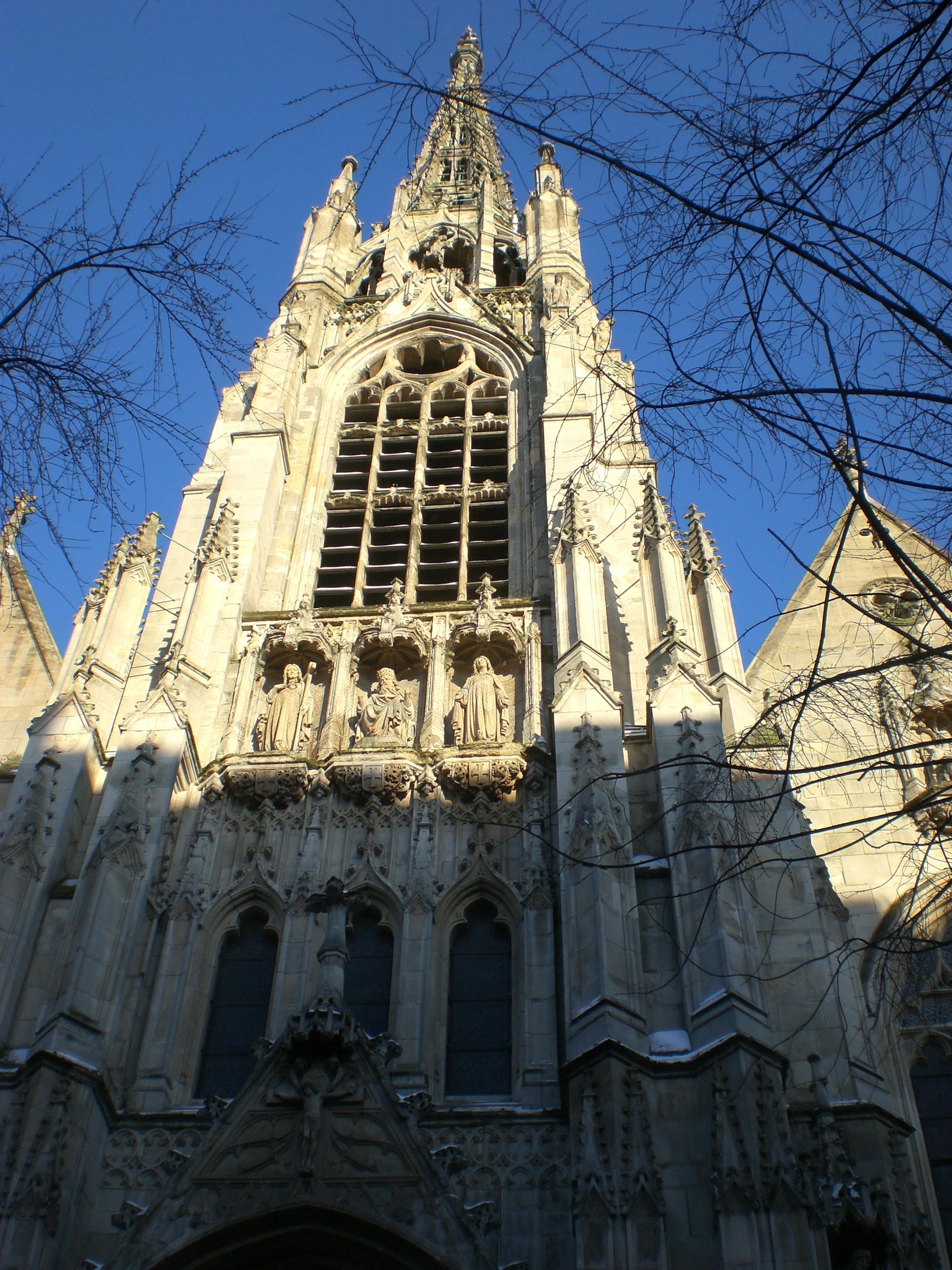
la torre
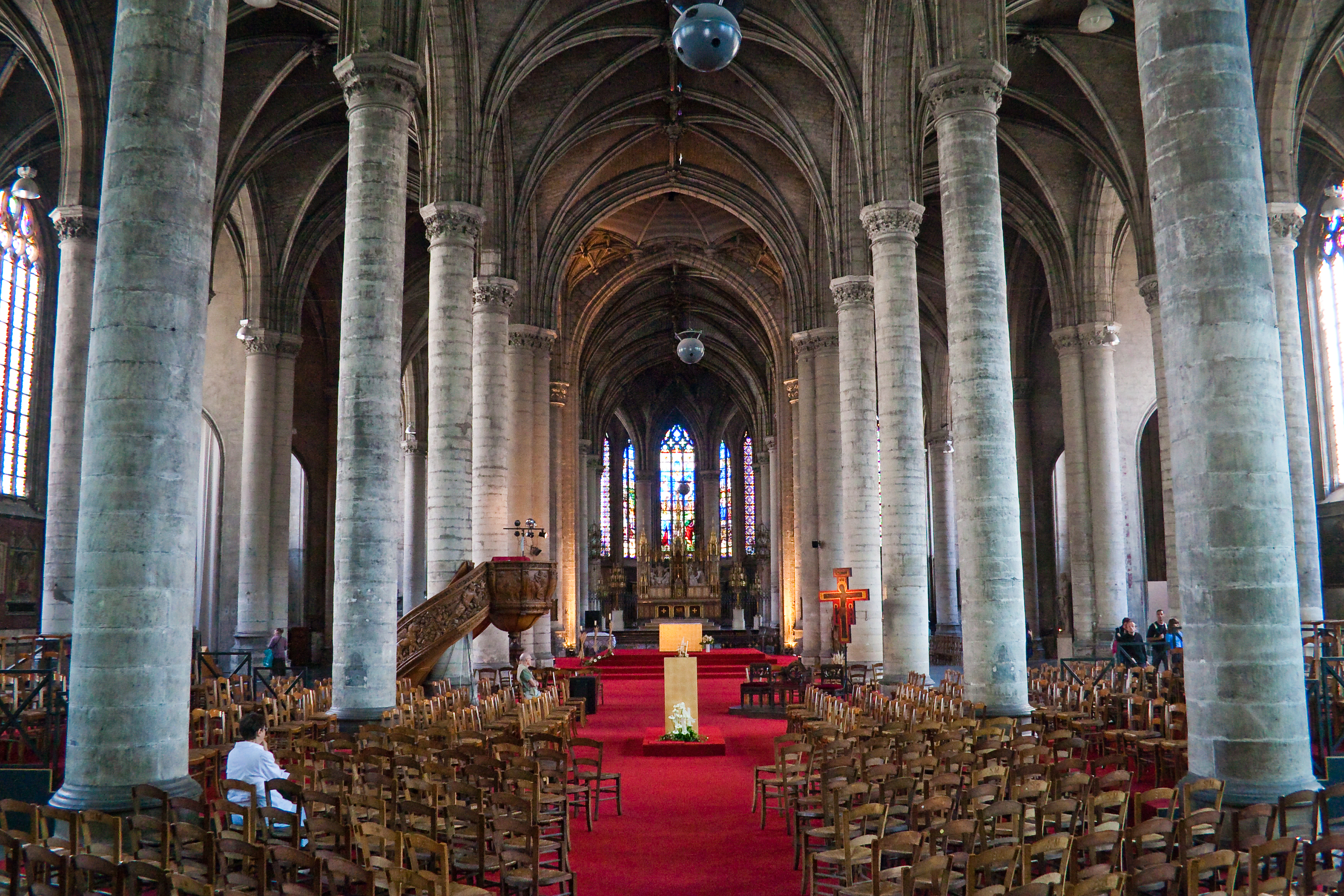
l'interno "a sala"
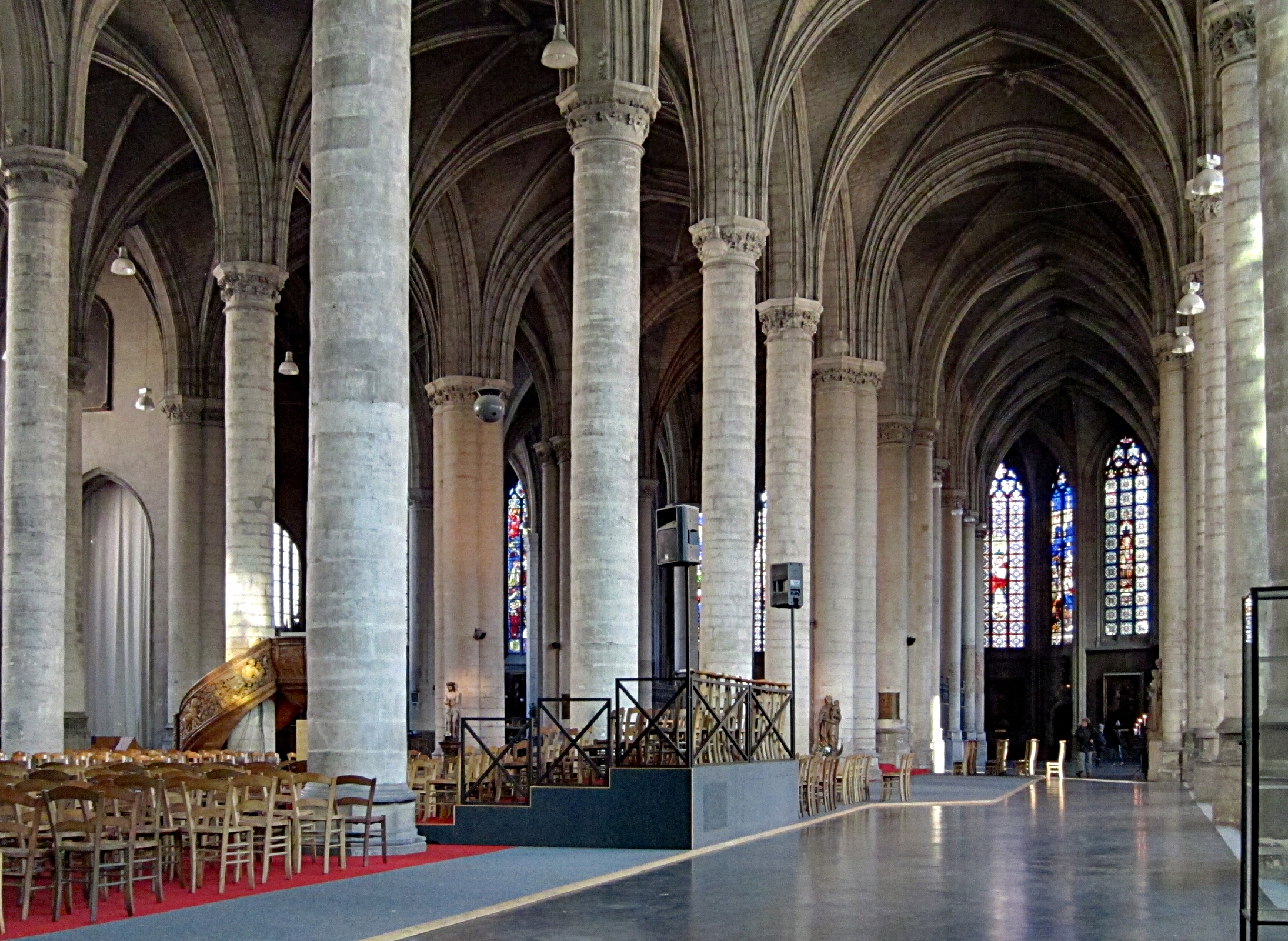
interno col deambulatorio
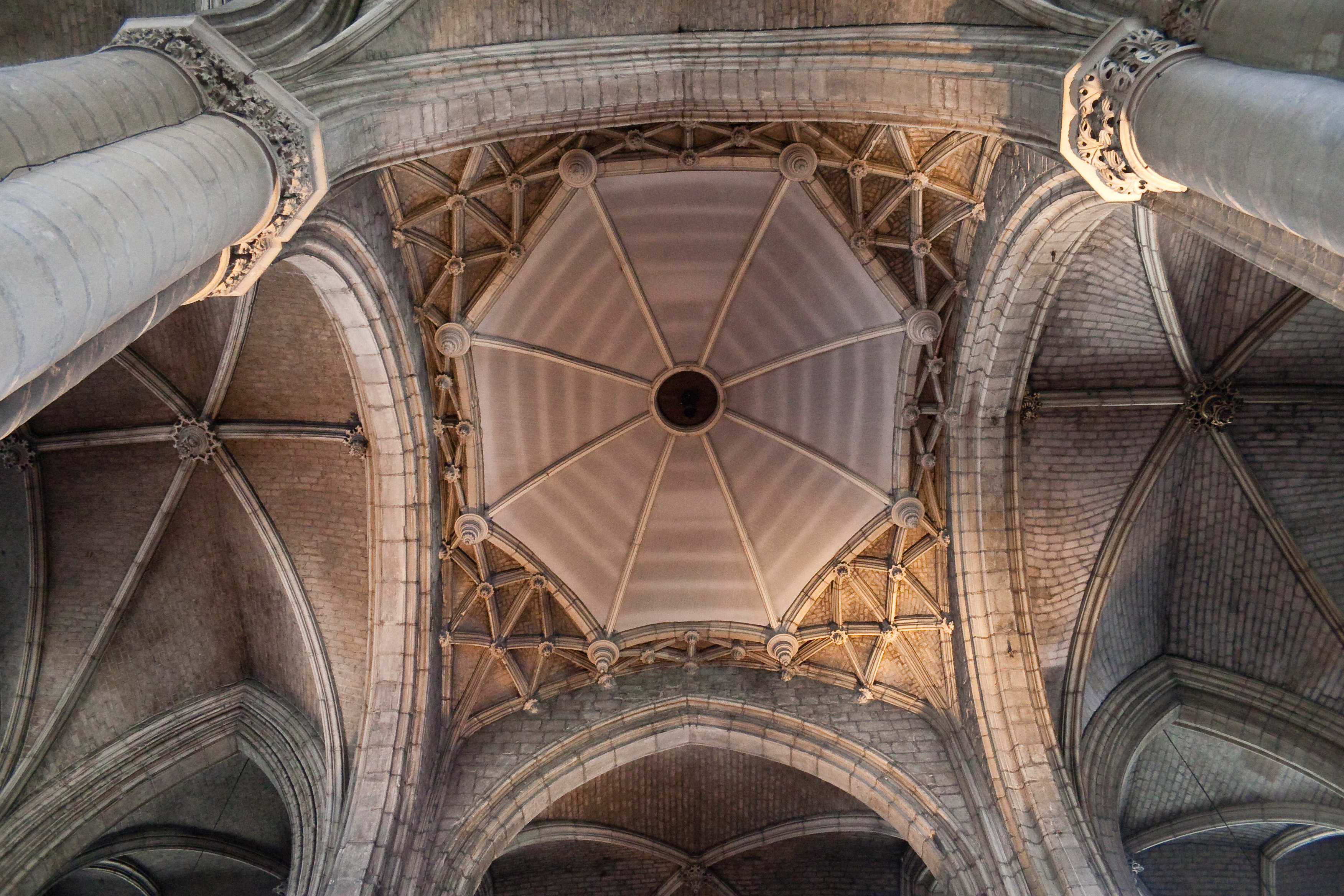
la volta del Parapluie
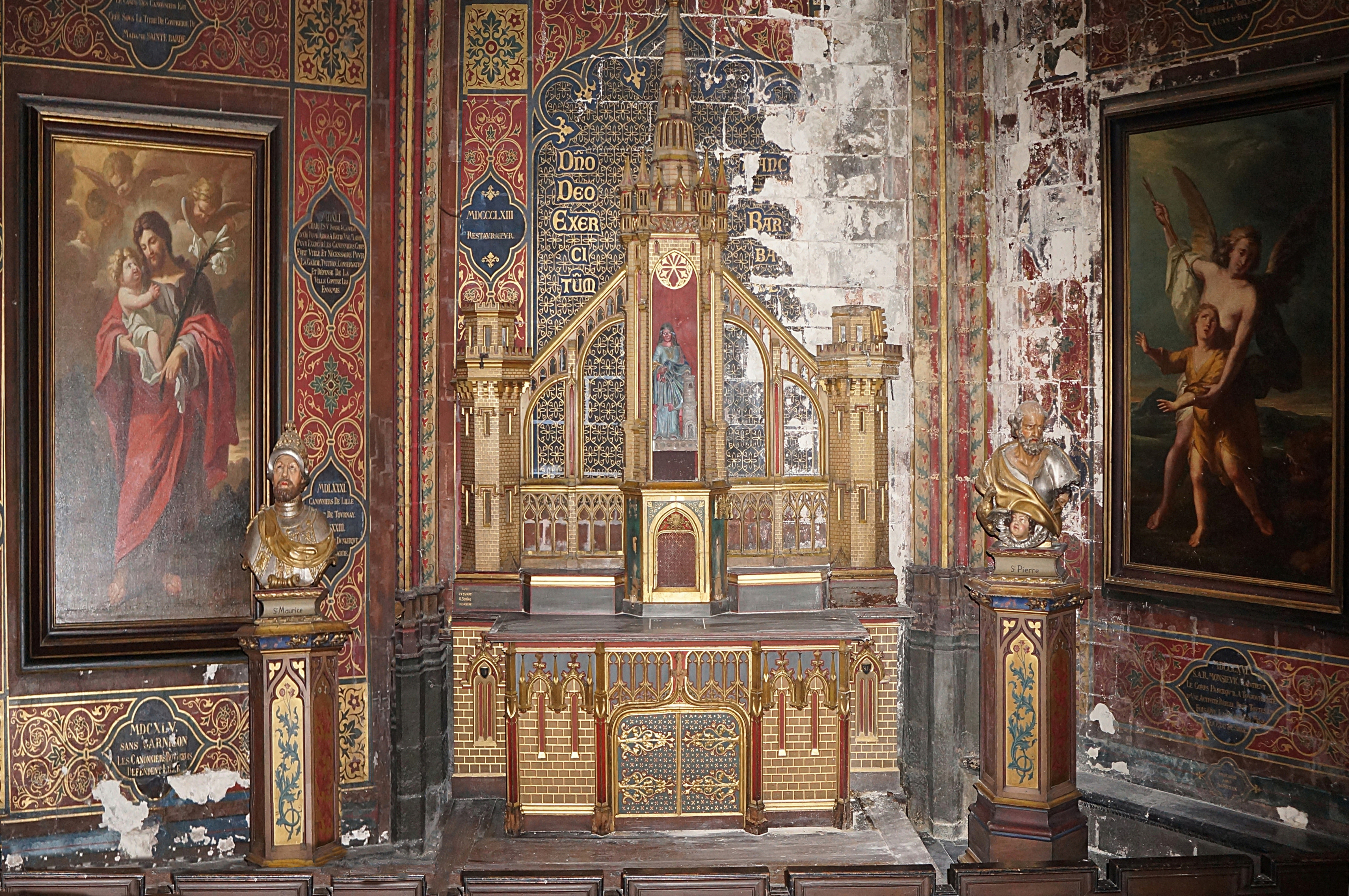
Altare di Santa Barbara
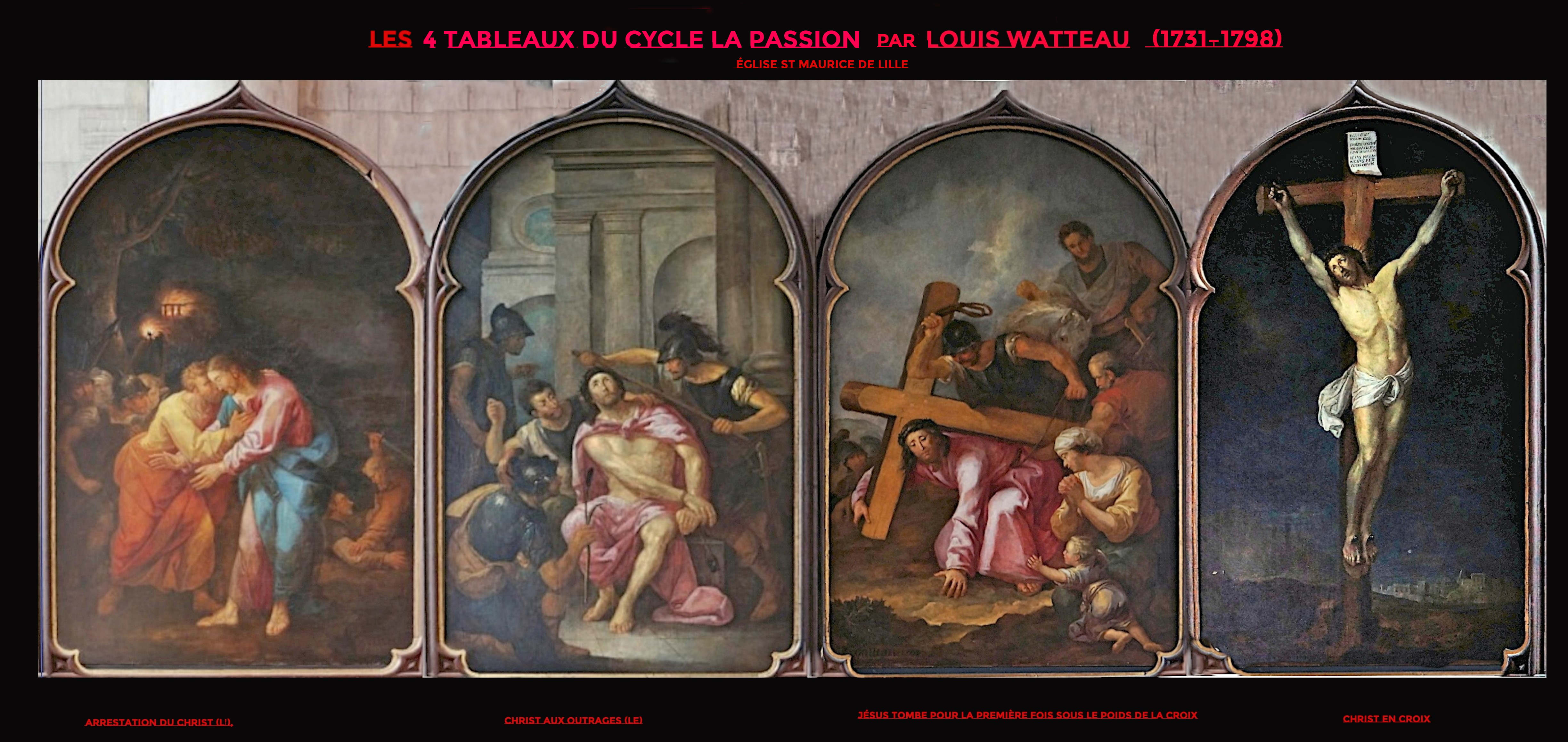
I 4 quadri del ciclo della Passione di Cristo di L.WAatteau (1767).
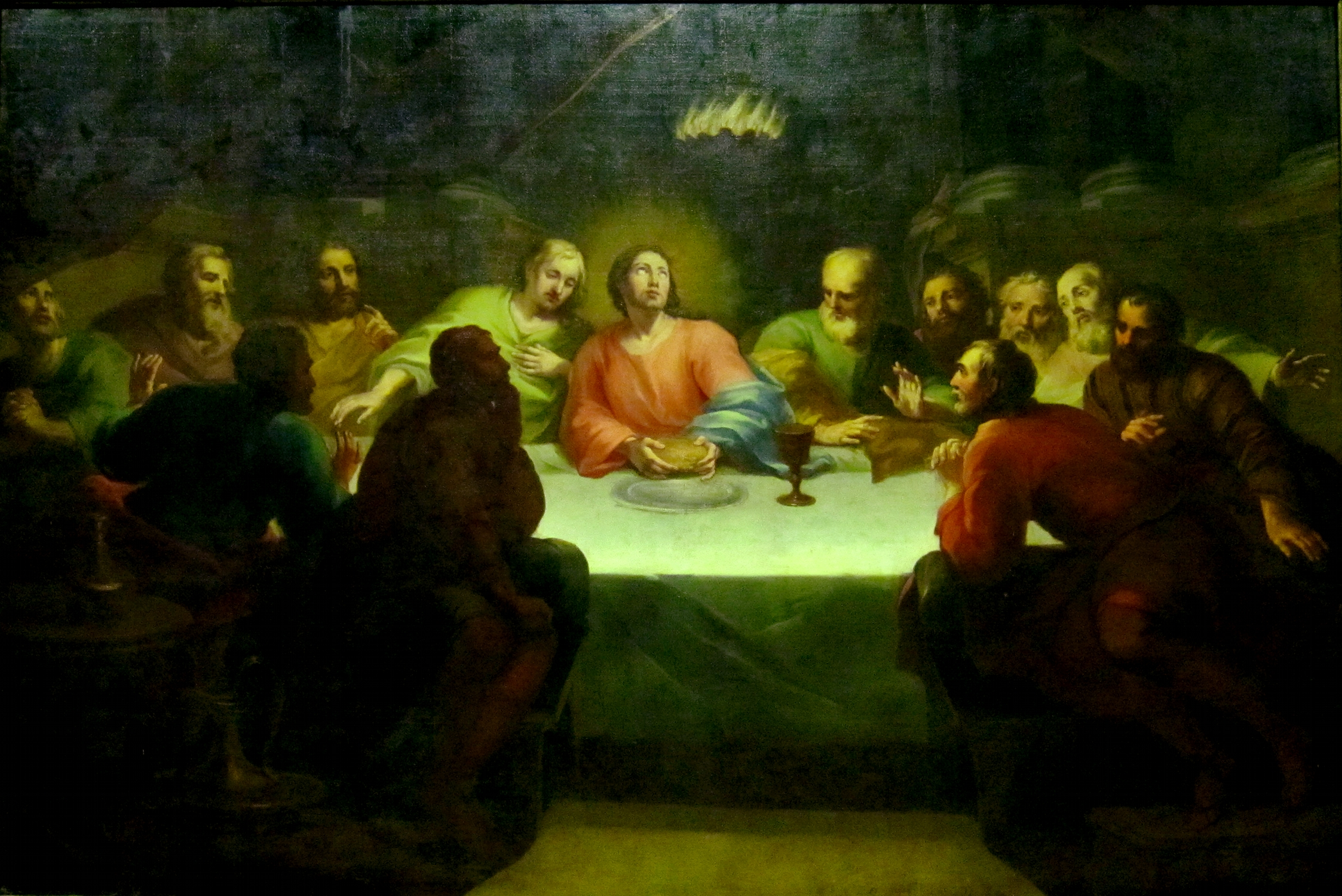
La Cena di Joseph Wamps (inizio XVIII sec.)